# Mountainbike-Eliminator-Weltmeisterschaften 2019
Bei den Mountainbike-Eliminator-Weltmeisterschaften 2019 wurden am 15. August 2019 in Waregem in Belgien die Weltmeister in der Disziplin Cross-Country Eliminator ermittelt. Nachdem die Wettbewerbe im Eliminator im Vorjahr noch Teil der Urban-Cycling-Weltmeisterschaften waren, wurden die Eliminator-Weltmeisterschaften durch die UCI erstmals als eigenständige Veranstaltung organisiert. Waregem ist Sitz der Firma City Mountainbike, die auch die Organisation der Weltmeisterschaften sowie des UCI-Mountainbike-Eliminator-Weltcups innehat.
Auf einem mit Treppen und Steilkurven versehenen Stadtkurs im Bereich der Zuiderpromenade mussten in der Qualifikation eine Runde einzeln auf Zeit absolviert werden, anhand der Reihenfolge die Zuordnung zu den einzelnen Läufen im Achtelfinale ermittelt. In den Ausscheidungsrunden und Finalläufen wurde der Kurs jeweils zweimal absolviert.

## Männer
Finale
| Platz | Land | Athlet                | Zeit        |
| ----- | ---- | --------------------- | ----------- |
| 1     | FRA  | Titouan Perrin-Ganier | 1:55,09 min |
| 2     | FRA  | Hugo Briatta          | + 0,06 s    |
| 3     | SWE  | Joel Burman           | + 0,78 s    |
| 4     | NED  | Lehvi Braam           | + 5,24 s    |

Kleines Finale
| Platz | Land | Athlet           | Zeit        |
| ----- | ---- | ---------------- | ----------- |
| 5     | BEL  | Fabrice Mels     | 1:58,19 min |
| 6     | FRA  | Lorenzo Serres   | + 0,02 s    |
| 7     | GER  | Felix Klausmann  | + 0,46 s    |
| 8     | NED  | Jeffrey Hoogland | + 0,97 s    |

Datum: 15. August 2019

Insgesamt waren 25 Teilnehmer gemeldet. Bei mehr als 24 Teilnehmern wurde gemäß UCI-Reglement ein Achtelfinale ausgetragen, so dass alle Teilnehmer sich qualifizierten.
Titelträger wurde zum dritten Mal in Folge Titouan Perrin-Ganier. Simon Gegenheimer schied im Viertelfinale mit Kettenproblemen aus.

## Frauen
Finale
| Platz | Land | Athlet           | Zeit        |
| ----- | ---- | ---------------- | ----------- |
| 1     | ITA  | Gaia Tormena     | 2:09,48 min |
| 2     | FRA  | Isaure Medde     | + 0,40 s    |
| 3     | FRA  | Coline Clauzure  | + 1,06 s    |
| 4     | CZE  | Barbora Průdková | + 1,35 s    |

Kleines Finale
| Platz | Land | Athlet         | Zeit        |
| ----- | ---- | -------------- | ----------- |
| 5     | NED  | Larissa Hartog | 2:16,42 min |
| 6     | GER  | Clara Brehm    | + 1,48 s    |
| 7     | FRA  | Laurie Verzie  | + 2,05 s    |
| 8     | FRA  | Léa Houyvet    | + 2,47 s    |

Datum: 15. August 2019

Insgesamt waren 23 Teilnehmerinnen gemeldet, von denen sich 16 für das Viertelfinale qualifizierten.
Neue Titelträgerin wurde Gaia Tormena, die im Alter von 17 Jahren erstmals überhaupt startberechtigt war. Die weiteren deutschen Starterinnen Marion Fromberger und Lia Schrievers schieden mit Kettenproblemen im Viertelfinale aus.